# علي بن عمر الأهدل
علي الأهدل بن عمر بن محمد بن سليمان علامة يمني كان من أعلام التصوف، ويروي عنه أتباعه الكثير من الكرامات. والسيد محمد بن سليمان العراقي الملقب جمال الدين هو جد السادة الأهادلة وضريحه جنوب شرق حلة الشراعية ويتصل نسبه بالإمام الحسين من قبيلة بني هاشم.
وقد هاجر من العراق إلى اليمن هو وابن عمه أحمد بن عيسى الملقب بالمهاجر وكان ذلك سنة 540 للهجرة فنزل محمد بن سليمان في مدينة الكدرى وكانت عامرة وتزوج هناك ودفن جنوب غرب الكدرى وأما أحمد بن عيسى المهاجر فنزل في حضرموت وبها ذريته وقد انتشرت ذرية الشيخ علي الاهدل في   المملكة العربية السعودية واليمن

## نسبه
هو السيد الشيخ الكبير علي الملقب الأهدل بن عمر بن محمد بن سليمان بن عبيد بن عيسى بن علوي بن محمد بن حمحام بن عون ابن الإمام موسى الكاظم ابن الإمام جعفر الصادق بن محمد الباقر ابن علي زين العابدين بن الحسين السبط بن علي بن أبي طالب الهاشمي القرشي. 

## نشأته
كان أميًّا لا يكتب ولا يقرأ قليل الكلام جدا وكان في حال صغره لا يتكلم، حتى عرضه والده على بعض الأطباء، فقال : به مرضٌ يُسمّى المسبَّع أو المربَّع. اشتهر بالزهد والعبادة وإحيائه الكرامات، ويقال :إنّ سبب تلقيبه بالأهدل، أي:الأدنى والأقرب، من (هَدَل الغصن) إذا دنا وقَرُب ولان بثمرته. وحُكِي عنه أنّ الفقيه يحيى بن قُبيع المجدّلي سأله عن نسبه، فقال: إلى الله وبالله. وفي روايةٍ : أجابه بحديث «نحن معاشرَ الأنبياء لا نُورَث». وأما أمه فاسمها ملكة من عرب المطاهرة من ضواحي وادي سهام في اليمن.
ويُقال: إنّ قبر والده عمر وقبر جده محمد بن سليمان يقعان غرب جنوب مدينة الكدراء الأثرية، جنوب شرق قرية حلّة الشراعية جنوب مدينة المراوعة في محافظة الحديدة اليمنية.
تزوج من امرأة اسمها بركة من عرب الأذروح أنجبت له ولدين هما:
1. عمر بن علي الأهدل
2. أبو بكر بن علي الأهدل

## تصوفه
اختلفوا عن من أخذ التصوف فقيل: إنّه مجذوبٌ. وقيل: بل صحب رجلاً سائحاً من أصحاب الشيخ عبد القادر الجيلاني، يُقال له: محمد بن سبأ، أو سنان الأحوري. وقيل: رأَى أَبا بكر الصديق فصافحه وأخذ عنه يد التصوف. وقيل: صَحِب الحكيم الخضر.

## أتباعه
كان له نحو خمسمائة مريدٍ نجب منهم نحو سبعين، صاروا أولياءَ يُقتدى بهم، منهم:
1. عبد الله محمد بن أبي بكر الحكمي ،كان شيخاً كبيراً صاحبَ تربيةٍ وأحوالٍ ومقامات، وكراماته كثيرة، كان كثير العبادة، خرج من بلده حرض وقدم عِوَاجَة على الفقيه محمد بن حسين البَجَلي، فكانت بينهما صحبةٌ قوية، ومودةٌ وثيقة، وأُلْفةٌ لم يكن بين غيرهما، عاشا معاً في روحانية بعيدة عن زخارف الدنيا ومتاعها، فكان لا يُذكر أحدهما إلاّ ويُذكر معه الآخر، تُوفي سنة (617هـ) في عِوَاجَة.
2. أبو عبد الله محمد بن حسين البَجَلي ,كان من المشايخ الكبار ومن أولياء الله المشاهير، كان فقيهاً عالماً إماماً محقِّقاً عارفاً جامعاً بين الشريعة والحقيقة سالكاً في ذلك أحسن طريقة، صاحبَ آياتٍ وإفاداتٍ وكرامات ٍ ومكاشفات. تُوفي سنة (621هـ) وقبره في (عِوَاجَة) إلى جنب قبر صاحبه الشيخ محمد بن أبي بكر الحكمي.
3. أبو الغيث بن جميل, فإنه كان تكميلُهُ على يده، وكان يقول : كنت لؤلؤةً عجماءَ فثقّبَني الأهدل، اُشتُهر بالفضل والعلم والزهد والورع، وكان يُلقَّب (شمس الشّموس) ؛لانقطاعه للتصوّف، تُوفي بقرية (بيت عطاء) سنة 651هـ.
4. أبو الحسن أحمد بن علوان، نشأ على ثروةٍ ورُعونةٍ على ما جرت عليه حياة أولاد الكُتّاب المتُنعّمِين بقرب الدولة، كان قارئاً كاتباً فاضلاً، قرأ النحوَ واللغةَ وغير ذلك من فنون الأدب، ثم قصد باب السلطان ليخدم مكان أبيه ،لكنّه تحوّل عن ذلك ولزم الخلوة ،واعتكف على العبادة، ثم ألقى الله له القبول والمحبة في قلوب الناس وتبعه خلقٌ كثيرٌ، وظهرت كراماته وتواترت مكاشفاته، وكان له كلامٌ حسنٌ في الوعظ على طريق ابن الجوزي، تُوفي بقرية يَفْرُِس سنة (665هـ) في شهر رجب، وقبره في جبل حَبَشي من أعمال تعز.
5. الصالح محمد بن عبد الله الصوفي الدهني، كان شيخاً صالحاً عابداً زاهداً، اختلى للعبادة في قمة دِهنه، أسكنه الشيخ علي الأهدل في قرية (الحَرْقا) بجهة المنسكية، وقريته تعرف بمحلّ ابن عبد الله نسبةً إليه.
6. أحمد بن الجعد الأبيني، كان من كبار مشايخ الطريقة، ومشاهير رجال الحقيقة، صاحِب سيرة محمودة، وآثارٍ موجودة، صحب علي الأهدل وانتفع به، ثم رجع إلى بلده أَبْين.
7. الهدش
8. القُميري

## وفاته
تُوفي في قرية المراوعة، سنة 632 هـ، وذهب الجَنَدِيّ إلى أنّه تُوفي تقريباً سنة 607 هـ عن عمر يربو على 30 سنة.